# Єва Яблонка
Єва Яблонка, до шлюбу Тавори (нар. 1952, Польща) — ізраїльська науковиця в галузі теоретичної біології, генетики, еволюційної біології, викладачка університету. Відома роботами з епігенетичної спадковості.

## Біографія
Народилася у 1952 у Польщі. У 1957 переїхала до Ізраїлю. Навчалася в Університеті Бен-Гуріона, який закінчила у 1980 році, здобувши магістерський ступінь з мікробіології з відзнакою. За магістерську роботу була нагороджена премією Ландау.
Після закінчення університету вступила до аспірантури Єврейського університету в Тель-Авіві. У 1988 році захистила дисертацію на тему «Зміни у структурі хромосом і активності генів неактивної X-хромосоми самиць ссавців», за яку була нагороджена премією Маркуса.
З 1987 викладає в Тель-Авівському університеті.

## Наукова діяльність
Почала власні дослідження з генетики бактерій. Надалі зацікавилася проблемами негенетичної еволюції, розробляючи тему передачі досвіду поза генетичною спадковістю в еволюції тварин. Співпрацює з британською дослідницею Меріон Лемб, у співавторстві з якою написала кілька книжок та наукових статей. Найвідомішими книгами є «Епігенетична спадковість і еволюція: ламаркістський вимір» («Epigenetic Inheritance and Evolution: the Lamarckian Dimension»), «Еволюція у чотирьох вимірах: генетична, епігенетична, поведінкова і символьна мінливість в історії життя» («Evolution in Four Dimensions: Genetic, Epigenetic, Behavioral, and Symbolic Variation in the History of Life»).
Погляди Яблонки на еволюцію викликають скепсис у багатьох науковців, хоча частина спільноти вважає їх провісниками революції в еволюційній біології.

## Публікації
- Eva Jablonka, Marion J. Lamb Meiotic pairing constraints and the activity of sex chromosomes/ Journal of Theoretical Biology, Volume 133, Issue 1, 7 July 1988, Pages 23–36
- Eva Jablonka, Marion J. Lamb The inheritance of acquired epigenetic variations. Journal of Theoretical Biology, Volume 139, Issue 1, 10 July 1989, Pages 69–83
- Eva Jablonka and Marion J. Lamb (1995). Epigenetic Inheritance and Evolution: the Lamarckian Dimension, Oxford University Press. ISBN 0-19-854063-9, ISBN 978-0-19-854063-2, ISBN 978-0-19-854063-2
- Eytan Avital and Eva Jablonka. (2000) Animal Traditions: Behavioural Inheritance in Evolution. Cambridge University Press. ISBN 0-521-66273-7
- Eva Jablonka and Marion J. Lamb (2005) Evolution in Four Dimensions: Genetic, Epigenetic, Behavioral, and Symbolic Variation in the History of Life. MIT Press. ISBN 0-262-10107-6
- Eva Jablonka, Marion J. Lamb The evolution of information in the major transitions. Journal of Theoretical Biology, Volume 239, Issue 2, 21 March 2006, Pages 236—246
- Jablonka, E., & Lamb, M.J. (June 2007). The expanded evolutionary synthesis—a response to Godfrey-Smith, Haig, and West-Eberhard. Biology and Philosophy. 22 (3): 453—472. doi:10.1007/s10539-007-9064-z. ISSN 0169-3867.
- JABLONKA, E. and LAMB, M. J. (1990), THE EVOLUTION OF HETEROMORPHIC SEX CHROMOSOMES. Biological Reviews, 65: 249—276. doi: 10.1111/j.1469-185X.1990.tb01426.x.